# Motomondiale 1950
La stagione 1950 è stata la seconda del Motomondiale. Come l'anno precedente, erano previste quattro classi per quanto riguarda le moto sciolte, oltre ai sidecar; cambiarono però le modalità di assegnazione del punteggio (ottenevano punti i primi 6 classificati, mentre non era più previsto il punto per il giro più veloce in gara).

## Il contesto
Come la stagione precedente, il Mondiale si risolse in un duello tra moto e centauri italiani e britannici, con i primi che conquistarono i titoli della 125 con Bruno Ruffo su Mondial, della 250 con Dario Ambrosini su Benelli e della 500 con Umberto Masetti su Gilera, lasciando ai britannici solo i titoli della 350 con Bob Foster su Velocette e dei sidecar con la coppia anglo-italiana Oliver - Dobelli su Norton. In questa stagione iniziò ad emergere il grande pilota inglese Geoff Duke, vincitore in tre GP in 500.
Va segnalata la gara delle 125 al GP dell'Ulster, che vide alla partenza solo tre piloti (gli ufficiali Mondial Carlo Ubbiali, Bruno Ruffo e Gianni Leoni) e due arrivati (Leoni si ritirò). In seguito a quest'episodio, la FIM stabilì che un Gran Premio dovesse avere almeno sei partecipanti per essere considerato valido.

## Il calendario
| Data         | Gran Premio      | Circuito         | Vincitore 500   | Vincitore 350 | Vincitore 250   | Vincitore 125 | Vincitore sidecar           | Resoconto |
| ------------ | ---------------- | ---------------- | --------------- | ------------- | --------------- | ------------- | --------------------------- | --------- |
| 5 giugno     | Tourist Trophy   | Mountain Circuit | Geoff Duke      | Artie Bell    | Dario Ambrosini |               |                             | Resoconto |
| 2 luglio     | GP del Belgio    | Spa              | Umberto Masetti | Bob Foster    |                 |               | Eric Oliver Lorenzo Dobelli | Resoconto |
| 8 luglio     | GP d’Olanda      | Assen            | Umberto Masetti | Bob Foster    |                 | Bruno Ruffo   |                             | Resoconto |
| 23 luglio    | GP di Svizzera   | Ginevra          | Leslie Graham   | Leslie Graham | Dario Ambrosini |               | Eric Oliver Lorenzo Dobelli | Resoconto |
| 19 agosto    | GP dell’Ulster   | Clady            | Geoff Duke      | Bob Foster    | Maurice Cann    | Carlo Ubbiali |                             | Resoconto |
| 10 settembre | GP delle Nazioni | Monza            | Geoff Duke      | Geoff Duke    | Dario Ambrosini | Gianni Leoni  | Eric Oliver Lorenzo Dobelli | Resoconto |

## Sistema di punteggio e legenda
| Pos.  | 1 | 2 | 3 | 4 | 5 | 6 | 7> |
| ----- | - | - | - | - | - | - | -- |
| Punti | 8 | 6 | 4 | 3 | 2 | 1 | 0  |

## Le classi

### Classe 500
Per quanto riguarda le marche, da segnalare l'esordio della MV Agusta nella massima serie. Dopo l'inglese Graham, è questa volta un italiano a conquistare il titolo mondiale nella massima cilindrata. La coppia Masetti/Gilera trionfa con due vittorie davanti a Geoffrey Duke (3 successi) e al campione uscente Leslie Graham. Nello Pagani, quarto, deve ancora una volta accontentarsi di arrivare alle spalle del rivale Graham che gli aveva già strappato il titolo l'anno precedente.
| Pos. | Costruttore | Punti | Vitt. |
| ---- | ----------- | ----- | ----- |
| 1    | Norton      | 28    | 3     |
| 2    | Gilera      | 28    | 2     |
| 3    | AJS         | 21    | 1     |
| 4    | MV Agusta   | 6     |       |
| 5    | Velocette   | 2     |       |
| 6    | Triumph     | 1     |       |

Bill Doran, pilota ufficiale AJS, è costretto a saltare tutta la stagione a causa di un incidente durante le prove del Senior TT. Il GP di Spa-Francorchamps vede invece il grave incidente di Artie Bell: il pilota irlandese esce di pista per evitare la AJS di Graham e la Gilera di Bandirola (protagonisti di un tamponamento) e subisce pesanti lesioni. Riuscirà a sopravvivere, ma la paralisi al braccio destro lo costringerà al ritiro dal mondo delle corse.
Come nel 1949, la maggior parte dei piloti sono di origine europea. Il carattere "mondiale" della manifestazione è assicurato solo dalla presenza di una manciata di corridori australiani e neozelandesi.
Sul fronte delle case è da segnalare l'abbandono della Gilera da parte dell'ing. Piero Remor che disegna per la MV Agusta una motocicletta dalla ciclistica molto originale, ma dal propulsore praticamente identico alla Gilera 4 cilindri dell'anno precedente. Questa moto coglierà il suo primo podio durante il GP di Monza grazie ad Arciso Artesiani. La Norton corre anche questa stagione con l'ormai obsoleta Manx monocilindrica, la cui competitività viene però assicurata da un nuovo telaio detto Featherbed sviluppato dall'ingegnere e pilota Rex McCandless.

Classifica piloti (prime 5 posizioni)
| Pos. | Pilota          | Moto   |   |     |     |    |     |     | P.ti |
| ---- | --------------- | ------ | - | --- | --- | -- | --- | --- | ---- |
| 1    | Umberto Masetti | Gilera |   | 1   | 1   | 2  | 6   | 2   | 28   |
| 2    | Geoffrey Duke   | Norton | 1 | Rit | Rit | 4  | 1   | 1   | 27   |
| 3    | Leslie Graham   | AJS    | 4 | Rit | Rit | 1  | 2   | 7   | 17   |
| 4    | Nello Pagani    | Gilera |   | 2   | 2   | 10 | 7   | Rit | 12   |
| -    | Carlo Bandirola | Gilera |   | 4   | 4   | 3  | Rit | 5   | 12   |
| Pos. | Pilota          | Moto   |   |     |     |    |     |     | P.ti |

| Legenda                                                                        | 1º posto        | 2º posto        | 3º posto | A punti      | Senza punti        | Grassetto=Pole position Corsivo=Giro più veloce |
| Legenda                                                                        | Gara non valida | Non qualificato | Ritirato | Squalificato | "-" Dato non disp. | Grassetto=Pole position Corsivo=Giro più veloce |
| Fonte dei dati: motogp.com, racingmemo.free.fr, autosport.com, jumpingjack.nl. |                 |                 |          |              |                    |                                                 |

### Classe 350
| Pos. | Costruttore | Punti | Vitt. |
| ---- | ----------- | ----- | ----- |
| 1    | Velocette   | 30    | 3     |
| 2    | Norton      | 28    | 2     |
| 3    | AJS         | 20    | 1     |

Come nel '49 nella 350 vanno a punti solo piloti di lingua inglese. Il vincitore è Bob Foster che grazie a tre vittorie su sei gare coglie il suo secondo titolo iridato consecutivo davanti a Duke, Graham e Bell (tutti e tre con una vittoria a testa). Dominio assoluto del Regno Unito anche fra i costruttori: solo tre case motociclistiche prendono parte a questa categoria, tutte di nazionalità inglese.
L'inglese David Whitworth (Velocette) trova la morte il 2 luglio, a quarantuno anni,  durante il GP del Belgio dopo un contatto con Charlie Salt.

Classifica piloti (prime 5 posizioni)
| Pos. | Pilota        | Moto      |     |   |   |   |   |   | P.ti |
| ---- | ------------- | --------- | --- | - | - | - | - | - | ---- |
| 1    | Bob Foster    | Velocette | Rit | 1 | 1 | 2 | 1 | - | 30   |
| 2    | Geoffrey Duke | Norton    | 2   | 3 | 2 | 3 |   | 1 | 24   |
| 3    | Leslie Graham | AJS       | 4   | - | - | 1 |   | 2 | 17   |
| 4    | Artie Bell    | Norton    | 1   | 2 | - | - |   | - | 14   |
| 5    | Reg Armstrong | Velocette | Rit | - | 5 | 4 | 2 | 7 | 11   |
| Pos. | Pilota        | Moto      |     |   |   |   |   |   | P.ti |

| Legenda                                                                        | 1º posto        | 2º posto        | 3º posto | A punti      | Senza punti        | Grassetto=Pole position Corsivo=Giro più veloce |
| Legenda                                                                        | Gara non valida | Non qualificato | Ritirato | Squalificato | "-" Dato non disp. | Grassetto=Pole position Corsivo=Giro più veloce |
| Fonte dei dati: motogp.com, racingmemo.free.fr, autosport.com, jumpingjack.nl. |                 |                 |          |              |                    |                                                 |

### Classe 250
| Pos. | Costruttore | Punti | Vitt. |
| ---- | ----------- | ----- | ----- |
| 1    | Benelli     | 30    | 3     |
| 2    | Moto Guzzi  | 26    | 1     |
| 3    | Velocette   | 4     |       |
| 4    | Rudge       | 3     |       |
| 4    | Excelsior   | 3     |       |
| 6    | Elbee       | 2     |       |

Nelle quarto di litro è netto il dominio del pilota Benelli Dario Ambrosini che si aggiudica il titoli iridato con tre successi e un secondo posto. Il pilota di Cesena è il secondo italiano nella storia a vincere il Tourist Trophy sull'Isola di Man dopo la vittoria di Omobono Tenni del 1937.
Secondo in classifica generale è l'inglese Maurice Cann (vincitore della prova di Clady) che precede Bruno Ruffo e Fergus Anderson, tutti su Moto Guzzi.
La categoria 250 disputa solamente quattro gran premi, tutti validi per la classifica finale, al contrario delle sei prove delle cilindrate superiori.

Classifica piloti (prime 5 posizioni)
| Pos. | Pilota          | Moto       |   |    |    |   |   |   | P.ti |
| ---- | --------------- | ---------- | - | -- | -- | - | - | - | ---- |
| 1    | Dario Ambrosini | Benelli    | 1 | NE | NE | 1 | 2 | 1 | 30   |
| 2    | Maurice Cann    | Moto Guzzi | 2 | NE | NE | - | 1 | - | 14   |
| 3    | Bruno Ruffo     | Moto Guzzi |   | NE | NE | 2 |   | - | 6    |
| -    | Fergus Anderson | Moto Guzzi |   | NE | NE | - | - | 2 | 6    |
| 5    | Ron Mead        | Velocette  | 3 | NE | NE | - | - | - | 4    |
| -    | Dickie Dale     | Benelli    |   | NE | NE | 3 |   | - | 4    |
| -    | Wilf Billington | Moto Guzzi |   | NE | NE | - | 3 | - | 4    |
| -    | Bruno Francisci | Benelli    |   | NE | NE | - | - | 3 | 4    |
| Pos. | Pilota          | Moto       |   |    |    |   |   |   | P.ti |

| Legenda                                                                        | 1º posto        | 2º posto        | 3º posto | A punti      | Senza punti        | Grassetto=Pole position Corsivo=Giro più veloce |
| Legenda                                                                        | Gara non valida | Non qualificato | Ritirato | Squalificato | "-" Dato non disp. | Grassetto=Pole position Corsivo=Giro più veloce |
| Fonte dei dati: motogp.com, racingmemo.free.fr, autosport.com, jumpingjack.nl. |                 |                 |          |              |                    |                                                 |

### Classe 125
| Pos. | Costruttore | Punti | Vitt. |
| ---- | ----------- | ----- | ----- |
| 1    | Mondial     | 24    | 3     |
| 2    | Moto Morini | 8     | -     |
| 3    | MV Agusta   | 2     | -     |
| 4    | Sparta      | 1     | -     |

Il campionato delle 125 è corso su tre prove: Assen, Clady e Monza. Le classifiche finali vedono un trionfo dei colori italiani che per il secondo anno consecutivo monopolizzano i campionati piloti e costruttori. L'unico non italiano a raccogliere punti è l'olandese Gijs Lagervey (peraltro su moto olandese) che chiude al sesto posto il gran premio di casa. Si tratta anche del primo non italiano ad andare a punti nella storia del Motomondiale 125.
Vincitore nel 1950 è Bruno Ruffo (già iridato l'anno precedente nelle 250) che precede per soli tre punti i compagni di marca Leoni e Ubbiali.

Classifica piloti (prime 5 posizioni)
| Pos. | Pilota           | Moto        |    |    |   |    |     |   | P.ti |
| ---- | ---------------- | ----------- | -- | -- | - | -- | --- | - | ---- |
| 1    | Bruno Ruffo      | FB Mondial  | NE | NE | 1 | NE | 2   | 4 | 17   |
| 2    | Gianni Leoni     | FB Mondial  | NE | NE | 2 | NE | Rit | 1 | 14   |
| -    | Carlo Ubbiali    | FB Mondial  | NE | NE | - | NE | 1   | 2 | 14   |
| 4    | Giuseppe Matucci | Moto Morini | NE | NE | 3 | NE |     | - | 4    |
| -    | Luigi Zinzani    | Moto Morini | NE | NE | - | NE |     | 3 | 4    |
| Pos. | Pilota           | Moto        |    |    |   |    |     |   | P.ti |

| Legenda                                                                        | 1º posto        | 2º posto        | 3º posto | A punti      | Senza punti        | Grassetto=Pole position Corsivo=Giro più veloce |
| Legenda                                                                        | Gara non valida | Non qualificato | Ritirato | Squalificato | "-" Dato non disp. | Grassetto=Pole position Corsivo=Giro più veloce |
| Fonte dei dati: motogp.com, racingmemo.free.fr, autosport.com, jumpingjack.nl. |                 |                 |          |              |                    |                                                 |

### Sidecar
| Pos. | Costruttore | Punti | Vitt. |
| ---- | ----------- | ----- | ----- |
| 1    | Norton      | 24    | 3     |
| 2    | Gilera      | 18    | -     |
| 3    | F.N.        | 2     | -     |
| 4    | BMW         | 1     | -     |

Anche i sidecar 600, come le 125cc, disputano un campionato sulla durata di tre Gran Premi. Vincendo tutte e tre le prove della stagione, è ancora Eric Oliver su Norton ad aggiudicarsi il titolo mondiale, questa volta in coppia con l'italiano Lorenzo Dobelli (arrivato secondo l'anno precedente insieme a Frigerio).
Piazza d'onore per la coppia Ercole Frigerio/Ezio Ricotti che conquistano tre secondi posti nelle tre gare disputate. I due si vedono sfuggire per un soffio la vittoria al Gran Premio delle Nazioni a causa dell'urto con delle balle di paglia proprio all'ultimo giro della corsa.
In questa stagione coglie i suoi primi punti iridati anche Marie Mühlemann, prima donna a prendere parte al Motomondiale.

Classifica equipaggi (prime 5 posizioni)
| Pos. | Pilota                        | Moto   |    |   |    |   |    |   | P.ti |
| ---- | ----------------------------- | ------ | -- | - | -- | - | -- | - | ---- |
| 1    | Oliver/Dobelli                | Norton | NE | 1 | NE | 1 | NE | 1 | 24   |
| 2    | Ercole Frigerio/Ezio Ricotti  | Gilera | NE | 2 | NE | 2 | NE | 2 | 18   |
| 3    | Hans Haldemann/Josef Albisser | Norton | NE | 3 | NE | - | NE | 3 | 8    |
| 4    | Ferdinand Aubert/René Aubert  | Norton | NE | 4 | NE | 3 | NE | - | 7    |
| 5    | Henry Meuwly/Pierre Devaud    | Gilera | NE | - | NE | 4 | NE | 7 | 3    |
| -    | Jakob Keller/Gianfranco Zanzi | Gilera | NE | - | NE | - | NE | 4 | 3    |
| Pos. | Pilota                        | Moto   |    |   |    |   |    |   | P.ti |

| Legenda                                                                        | 1º posto        | 2º posto        | 3º posto | A punti      | Senza punti        | Grassetto=Pole position Corsivo=Giro più veloce |
| Legenda                                                                        | Gara non valida | Non qualificato | Ritirato | Squalificato | "-" Dato non disp. | Grassetto=Pole position Corsivo=Giro più veloce |
| Fonte dei dati: motogp.com, racingmemo.free.fr, autosport.com, jumpingjack.nl. |                 |                 |          |              |                    |                                                 |